# Leutewitz (Dresden)
Leutewitz is een stadsdeel in het westen van de Duitse stad Dresden, in de deelstaat Saksen. Leutewitz ligt 5 kilometer ten westen van de binnenstad en werd op 1 april 1921 door Dresden geannexeerd. De oudste schriftelijke vermelding van Leutewitz is uit het jaar 1071.

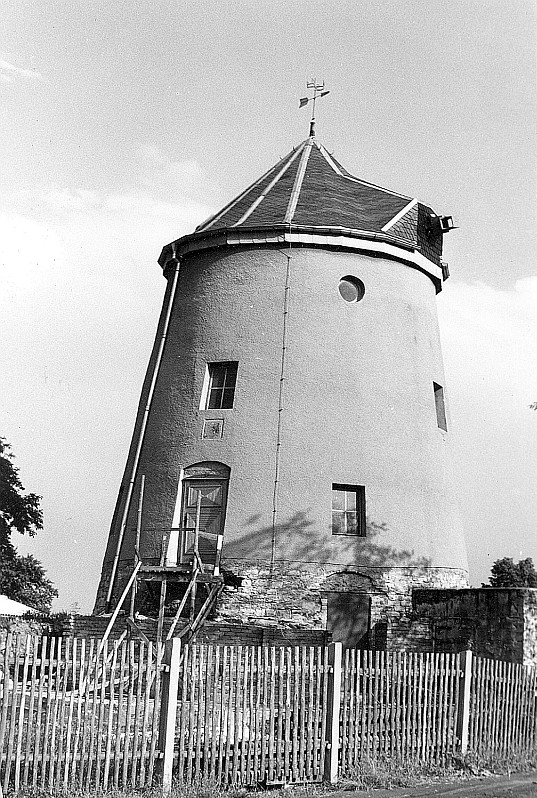
Molen van Leutewitz (1983)